# Deutscher Hotel- und Gaststättenverband
Der Deutsche Hotel- und Gaststättenverband e. V. (DEHOGA Bundesverband) ist der Branchenverband des deutschen Hotel- und Gaststättengewerbes. Mit 65.000 Mitgliedern ist er Interessenvertreter des Gastgewerbes gegenüber Politik, Medien und Öffentlichkeit. Zudem tritt er als Tarifpartner auf Arbeitgeberseite auf und führt Marketingaktionen wie die Hotelklassifizierung durch. Er ist Mitglied im Gemeinschaftsausschuss der Deutschen Gewerblichen Wirtschaft.

## Gründungsgeschichte
Durch die Ereignisse des Zweiten Weltkrieges waren die bisherigen Organisationen im Wesentlichen zerbrochen. Es gab zwar einzelne Gebiete, z. B. Nordrhein-Westfalen, in denen sich der Landesverband über den Krieg und die Nachkriegswirren erhalten hatte, aber das war in den meisten Gebieten der Bundesrepublik nicht der Fall. Doch bereits 1946 bildeten sich erneut Zusammenschlüsse auf örtlicher Basis. Im selben Jahr entstanden Pläne zum Zusammenschluss des Gewerbes in den einzelnen Zonen Westdeutschlands. Diese Bestrebungen wurden verstärkt durch die Gründung von Fachzeitungen, die sich von vornherein in stärkerem Ausmaß für die Ziele des Hotel- und Gaststättenverbandes einsetzten.
Im Jahr 1947 wurde in Frankfurt am Main eine Arbeitsgemeinschaft für die amerikanische und britische Zone gegründet. Diese Zweizonenarbeitsgemeinschaft, die am 16. September 1947 ins Leben trat, stand unter dem Vorsitz von Wilhelm Pörzgen, einem Hotelier aus Wiesbaden. Der Ausschuss wurde später durch einen Vertreter des Landesverbandes Bayern ergänzt. Die Gründung der Zweizonenarbeitsgemeinschaft war protokollarisch von einer größeren Anzahl Verbände unterschrieben worden: Bayern, Hessen, Württemberg, NRW, Lippe, Niedersachsen, Oldenburg, Bremen, Schleswig-Holstein und Hamburg. Die Verbände der französischen Zone traten bei einer späteren Sitzung bei.
Doch das Gewerbe verlangte bald einen engeren Zusammenschluss. Man wollte einen einheitlichen Verband gründen, der mit größerem Nachdruck bei den Behörden und in der Öffentlichkeit auftreten konnte. Am 6. Dezember 1949 war es soweit. In Frankfurt am Main entstand der DEHOGA. 74 Delegierte wählten Herrn Willy Pauly zu ihrem Vorsitzenden. Neben mehreren Verbänden, die im Laufe der Zeit in den verschiedenen Landesverbänden aufgegangen waren, traten auch andere Organisationen dem DEHOGA bei, z. B. der Verband des Gaststätten- und Hotelgewerbes im Saarland.

## Struktur
Das Präsidium, der Große Vorstand sowie die Delegiertenversammlung bilden die Organe des DEHOGA Bundesverbandes. Der Bundesverband mit Sitz in Berlin wird geführt von Präsident Guido Zöllick sowie von der Hauptgeschäftsführerin Ingrid Hartges.
Die Interessen der Hotellerie werden seit dem Jahr 2001 gemeinsam mit dem Hotelverband Deutschland (IHA) vertreten, einem der zwei Fachverbände des DEHOGA; diese sind:
- Hotelverband Deutschland (IHA)
- Union der Pächter von Autobahn-Service-Betrieben (UNIPAS)

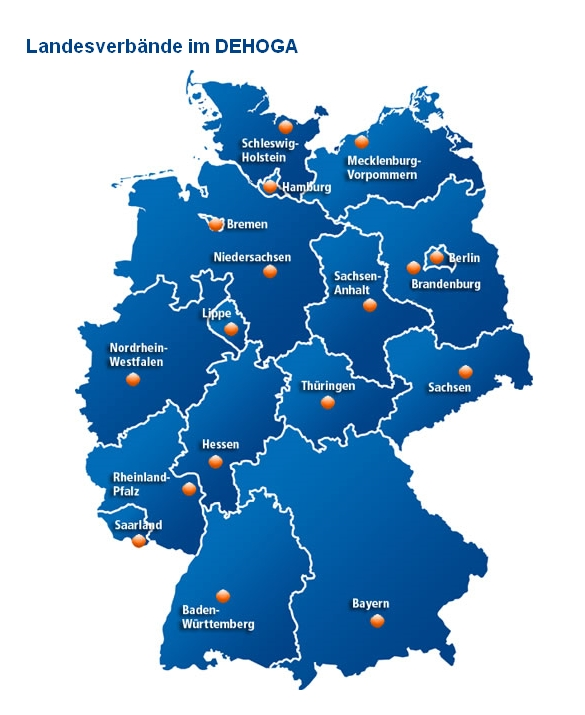
Landesverbände des DEHOGA

Bundesweit tätige Unternehmen und Betriebe mit überregionalen Anliegen können neben der Mitgliedschaft in den Landesverbänden direkt beim DEHOGA Bundesverband in Fachabteilungen und den oben genannten Fachverbänden Mitglied werden. Die Fachabteilungen innerhalb des DEHOGA sind:
- Systemgastronomie
- Gemeinschaftsgastronomie
- Bahnhofsgastronomie
- Diskotheken
- Catering

Der Verband selbst ist in 17 Landesverbände gegliedert, welche ihre eigenen organisatorischen Infrastrukturen besitzen und die Interessen des Gewerbes in ihrer jeweiligen Region vertreten. Neben den 16 Landesverbänden in den jeweiligen Bundesländern hat der DEHOGA noch einen weiteren Landesverband, den DEHOGA Lippe. Die Landesverbände bilden die Basis des DEHOGA Bundesverbands.
Landesverbände (Weblinks)

- Hotel- und Gaststättenverband DEHOGA Baden-Württemberg e. V.
- Bayerischer Hotel- und Gaststättenverband DEHOGA Bayern e. V.
- Hotel- und Gastronomieverband Berlin e. V.
- Deutscher Hotel- und Gaststättenverband Brandenburg e. V. (DEHOGA Brandenburg)
- Deutscher Hotel- und Gaststättenverband DEHOGA Bremen e. V.
- DEHOGA Hamburg Hotel- und Gaststättenverband e. V.
- Hotel- und Gastronomieverband DEHOGA Hessen e. V.
- Hotel- und Gaststättenverband Lippe e. V. (DEHOGA Lippe)
- DEHOGA Mecklenburg-Vorpommern e. V.
- Deutscher Hotel- und Gaststättenverband Niedersachsen e. V.
- DEHOGA Nordrhein-Westfalen e. V.
- DEHOGA Rheinland-Pfalz e. V.
- DEHOGA Saarland Hotel- und Gaststättenverband e. V.
- DEHOGA Hotel- und Gaststättenverband Sachsen e. V.
- DEHOGA Sachsen-Anhalt e. V.
- DEHOGA Schleswig-Holstein e. V.
- DEHOGA Thüringen e. V.

## Personalentwicklung
Der Verband unterstützt und fördert eine Qualifizierung der Mitarbeiter ihrer Mitgliedsunternehmen. Dazu unterhalten sie zwei Akademien:
- DEHOGA Akademie Baden-Württemberg[5]
- DEHOGA Akademie NRW[5]

Eines der besonderen Merkmale der Akademien sind bundeseinheitliche Qualifikationsstandards für Köche, Servicekräfte und Hauswirtschaftsmitarbeiter.

## Initiativkreis Gastgewerbe
1996 schlossen sich führende Unternehmen der gastgewerblichen Zulieferindustrie (z. B. Lebensmittel- oder Getränkehersteller, Versicherungen, Fabrikanten von Sanitäranlagen etc.) im Initiativkreis Gastgewerbe zusammen. Der Initiativkreis ist ein Kreis von über 40 ausgewählten Unternehmen. Gemeinsam versuchen die Mitglieder und der DEHOGA, Schaden von der Branche abzuwenden, ihre Zukunft zu sichern und das Ansehen zu fördern.

## Verbandstätigkeit
Der Verband vertritt die Interessen des Gaststättengewerbes gegenüber der GEMA.
Die GEMA wollte ursprünglich bis Anfang 2013 die bisher elf unterschiedlichen Tarife für die Aufführung von Livemusik und Musiktiteln, die von Tonträgern abgespielt werden, in zwei Tarifen zusammenfassen. Ende 2012 verständigte sich der DEHOGA mit der GEMA auf ein Übergangsregelung für 2013. Viele Gaststätten sahen und sehen sich durch die neue Tarifstruktur in ihrer Existenz bedroht.
Während der COVID-19-Pandemie in Deutschland waren zahlreiche Unternehmen des Verbandes von Schließungen und sinkenden Gästezahlen betroffen. Um die daraus resultierenden Folgen abzumildern, fordert der Verband 2020 einen Rettungsfonds von der Politik.
Nach der Verlangsamung der Pandemie erstellte der Verband ein für die Betriebe verbindliches Konzept für den „verstärkten Corona-Infektionsschutz von Gästen und Mitarbeitern“. Darüber hinaus hat der DEHOGA eine App, zur kontaktlosen Datenerfassung in der Gastronomie, um Kontaktpersonen im Corona-Fall schnell zu ermitteln, vorgestellt. Das Projekt BarCov wurde am 28. August 2020 der Presse offiziell im DEHOGA-Zentrum vorgestellt.

## Kritik und Kontroversen
Der große Einfluss von DEHOGA auf politische Entscheidungen wird kritisiert. So analysierte der SPIEGEL (in der Ausgabe 47/2009) den Steuernachlass für Hotelübernachtungen (eine Mehrwertsteuersenkung von 19 % auf 7 %) als den „Sieg einer Lobby gegen alle ökonomische Vernunft“. Die milliardenschwere Subvention wurde von den Wirtschaftsweisen als „völlig unverständlich“, und von der Gewerkschaft Nahrung-Genuss-Gaststätten als „völlig sinnloses Weihnachtsgeschenk“ bezeichnet.
Auf Basis des Verbraucherinformationsgesetzes haben Verbraucher das Recht auf Informationen über lebensmittelrechtliche Verstöße. Darauf aufbauend bietet die Plattform Topf Secret, Teil eines Projektes der Open Knowledge Foundation Deutschland e. V., Verbrauchern die Möglichkeit, die Ergebnisse von Hygienekontrollen „in Restaurants, Bäckereien, Supermärkten & Co“ abzufragen. Der DEHOGA bat daraufhin die Bundesministerin für Ernährung und Landwirtschaft um „eine Prüfung des Portals sowie ggf. die Einleitung von Schritten, um die nach Ansicht des Verbandes rechtswidrigen Veröffentlichungen auf der Plattform zu unterbinden“. In einer internen Stellungnahme zum Schriftwechsel begrüßte das betreffende Ministerium jedoch, dass „Verbraucher und Verbraucherinnen von ihrem Auskunftsanspruch infolge der Aktion verstärkt Gebrauch machen“ und bewertete die Online-Plattform zudem als „rechtlich zulässig“. Dem entgegen ermutigte der DEHOGA seine Mitglieder, Klage gegen auskunftsbereite Behörden anzustrengen, und bezeichnete die Herausgabe der Kontrollberichte als rechtswidrig. Dies führte zu hunderten Klagen vor deutschen Verwaltungsgerichten. Die Organisatoren des Projekts sprechen bei diesem Vorgehen des DEHOGA von „Einschüchterung“ von Behörden und Öffentlichkeit durch „Falschaussagen“.

## Mitgliedschaften
- Arbeitsgemeinschaft Mittelstand
- Berufsgenossenschaft Nahrungsmittel und Gaststätten (BGN)
- Bundesverband der Deutschen Tourismuswirtschaft (BTW)
- Bundesvereinigung der Musikveranstalter (BVMV)
- Bundesvereinigung der Deutschen Arbeitgeberverbände (BDA)
- Deutsche Zentrale für Tourismus (DZT)
- Deutsches Seminar für Tourismus (DSFT)
- Gastronomische Akademie Deutschlands
- Gemeinschaftsausschuss der gewerblichen Wirtschaft
- HOTREC (Europäischer Dachverband des Gastgewerbes)
- Lebensmittelverband Deutschland
- Plattform Ernährung und Bewegung (PEB)
- Bundesverband der Deutschen Industrie (BDI)
- Viabono (Dachmarke für den ökologischen Tourismus in Deutschland)